# Gia Derza
Gia Derza (Mayfield, Ohio; 15 de diciembre de 1998) es una actriz pornográfica y modelo erótica estadounidense.

## Biografía
Nació en diciembre de 1998 en una pequeña villa llamada Mayfield, ubicada en el condado de Cuyahoga, del estado estadounidense de Ohio. Jugaba en un equipo de fútbol en el instituto. Comenzó a interesarse en el sexo y en la industria antes de cumplir la mayoría de edad, afirmando posteriormente en entrevistas que era una persona sexualmente activa y que veía pornografía, destacando sus principales valores Skin Diamond y James Deen.
Derza fue a la Universidad Estatal de Kent, donde comenzó cursos de Sociología y Criminología, trabajando en horas fuera de estudio en la cafetería. Decidió abandonar la universidad e internarse en la industria pornográfica, debutando en la misma en 2018, con 20 años. Fue tras una escena con la actriz Abella Danger cuando ésta la puso en contacto con Spiegler Girls, la firma de modelos que la representa.
Como actriz ha trabajado para estudios como Evil Angel, Pure Taboo, Hard X, Burning Angel, Jules Jordan Video, Mile High, 3rd Degree, Zero Tolerance, Girlfriends Films, Tushy, Naughty America, Deeper, Reality Kings o Digital Sin, entre otros.
En el mismo año de su debut en la industria grabó su primera escena de sexo interracial en Dredd's Teen Devastation.
En 2019 recibió sendas nominaciones en los Premios AVN y XBIZ a Mejor actriz revelación. Obtuvo, así mismo, otra nominación en los AVN en la categoría de Mejor escena de sexo anal junto a Markus Dupree por Oil Slick.
En marzo de 2023 anunció su retirada en redes sociales, habiendo grabado más de 690 películas como actriz.
Algunas películas suyas fueron Anal Angels 2, Anal Casting, Anal Players 5, Interracial Girlfriends 3, Lesbian Anal Asses 2, Mandingo Massacre 14, My New Black Stepdaddy 23, Raw 33, True Anal Training o Young Hot Ass.

## Premios y nominaciones
| Año  | Ceremonia    | Resultado | Premio                                               | Trabajo                       |
| ---- | ------------ | --------- | ---------------------------------------------------- | ----------------------------- |
| 2019 | Premios AVN  | Nominada  | Mejor actriz revelación                              | —                             |
| 2019 | Premios AVN  | Nominada  | Mejor escena de sexo anal                            | Oil Slick                     |
| 2019 | Premios AVN  | Nominada  | Premio fan: Debutante más caliente                   | —                             |
| 2019 | Premios XBIZ | Nominada  | Mejor actriz revelación                              | —                             |
| 2019 | Premios XRCO | Ganadora  | Nueva estrella del año                               | —                             |
| 2020 | Premios AVN  | Nominada  | Mejor escena de sexo anal                            | Big Wet Asses 28              |
| 2020 | Premios AVN  | Nominada  | Mejor escena de sexo en realidad virtual             | Sorority Hookup 6             |
| 2021 | Premios AVN  | Nominada  | Artista femenina del año                             | —                             |
| 2021 | Premios AVN  | Nominada  | Mejor escena de sexo anal                            | Lewd                          |
| 2021 | Premios XBIZ | Nominada  | Mejor escena de sexo en película lésbica             | True Lesbian                  |
| 2022 | Premios AVN  | Nominada  | Artista femenina del año                             | —                             |
| 2022 | Premios AVN  | Nominada  | Mejor escena de blowbang                             | Faces of Cum 10               |
| 2022 | Premios AVN  | Nominada  | Mejor escena de gangbang                             | Gangbang Auditions 36         |
| 2022 | Premios AVN  | Nominada  | Mejor escena de doble penetración                    | Gia Derza: Definition of DP'd |
| 2022 | Premios AVN  | Nominada  | Mejor escena escandalosa de sexo                     | Frisky Anal Nymphos           |
| 2022 | Premios AVN  | Nominada  | Mejor escena de sexo anal                            | Manuel Opens Their Asses 8    |
| 2022 | Premios AVN  | Nominada  | Mejor escena de sexo en grupo                        | Butt Plug Induced Swap        |
| 2022 | Premios AVN  | Ganadora  | Mejor escena de sexo lésbico en grupo                | We Live Together              |
| 2022 | Premios XBIZ | Nominada  | Artista femenina del año                             | —                             |
| 2022 | Premios XBIZ | Nominada  | Mejor escena de sexo en película lésbica             | Just Let Me Help You!!        |
| 2022 | Premios XBIZ | Nominada  | Mejor escena de sexo en película vignette            | My Young Hotwife              |
| 2023 | Premios AVN  | Nominada  | Mejor actuación solo / tease                         | La Bodega Vol 1               |
| 2023 | Premios AVN  | Nominada  | Mejor escena de blowbang                             | Gia                           |
| 2023 | Premios AVN  | Ganadora  | Mejor escena de doble penetración                    | Gia                           |
| 2023 | Premios AVN  | Nominada  | Mejor escena de sexo anal                            | Gape for Days                 |
| 2023 | Premios AVN  | Nominada  | Mejor escena de sexo lésbico en grupo                | Gia                           |
| 2023 | Premios XBIZ | Nominada  | Mejor escena de sexo en película de temática erótica | Gia                           |
| 2023 | Premios XBIZ | Nominada  | Mejor escena de sexo en película performance         | Gia                           |
| 2023 | Premios XBIZ | Nominada  | Mejor escena de sexo en película protagonista        | The Invitation                |
| 2025 | Premios AVN  | Nominada  | Mejor escena de doble penetración                    | Double Anal Angels 2          |